# Велика-Кладуша
Велика-Кладуша (босн. и хорв. Velika Kladuša, серб. Велика Кладуша) — город на северо-западе Боснии и Герцеговины, на границе Боснии и Герцеговины с Хорватией, административный центр одноимённой общины Унско-Санского кантона. В период с 1993 года по 1995 год город являлся столицей непризнанного государства Западная Босния.
Близ города Велика-Кладуша в хорватском Малеваце находится пункт пропуска через государственную границу. После начала европейского миграционного кризиса в городе Велика-Кладуша находится лагерь для беженцев.

## География
Наибольший процент площади общины занимают сельскохозяйственные угодия 22 375 гектаров или 67,48 %.
Ведутся геологически исследования, поиск месторождений полезных ископаемых. Добыча барита ведётся с 1948 года, также добываются известняк и доломит. Месторождения металлосодержащих полезных ископаемых ведётся не так интенсивно, разведаны месторождения марганца.

## Население
В 1991 году в городе проживало 14 469 человек, из которых:
- 90 % — боснийцы
- 2,3 % — сербы
- 2 % — хорваты
- 1 % — югославы
- 1 % — другие